# Cratogeomys castanops
Cratogeomys castanops (жовтомордий кишеньковий ховрах) — це вид кишенькового ховраха, який мешкає в короткотравних преріях на південному заході Сполучених Штатів і північній Мексиці. Серед різних видів жовтолиций кишеньковий ховрашок має череп від малого до середнього розміру. Скам'янілості цього роду були зареєстровані в доплейстоценових пластах Бенсона в Аризоні.
Жовтомордий кишеньковий ховрах має жовтувато-коричневу шерсть, короткий хвіст і одну глибоку борозенку в передній середині кожного різця.

## Спосіб життя
Жовтомордий кишеньковий ховрашок зазвичай мешкає на глибоких піщаних або мулистих ґрунтах, які відносно вільні від каменів.
Дослідники помітили здатність до плавання у жовтолицих кишенькових ховрахів. Однак цей рід кишенькових ховрахів менш витривалий, ніж інші види у воді, можливо, через більшу масу (їхнього тіла), що перешкоджає його витривалості.
Здебільшого їжа видобувається з системи нір, які створюють жовтолиці кишенькові ховрашки, затягуючи рослини в нору за їхнє коріння. Система нір складається з тунелів, виритих ховрашками, середньою довжиною 75,8 м і глибиною від 10 до 132 см.
На жовтомордих кишенькових ховрашків полюють дрібні хижі ссавці, великі яструби та сови.